# Giro del Delfinato 2010
Il Giro del Delfinato 2010, sessantaduesima edizione della corsa e valevole come quindicesima prova del calendario mondiale UCI 2010, si svolse in sette tappe precedute da un cronoprologo dal 6 al 13 giugno 2010, per un percorso totale di 1076,8 km. Fu vinta dallo sloveno Janez Brajkovič, che concluse in 28h06'28".

## Tappe
| Tappa  | Data      | Percorso                                | km      | Vincitore di tappa   | Leader cl. generale |
| ------ | --------- | --------------------------------------- | ------- | -------------------- | ------------------- |
| Prol.  | 6 giugno  | Évian-les-Bains (cron. individuale)     | 6,8     | Alberto Contador     | Alberto Contador    |
| 1ª     | 7 giugno  | Évian-les-Bains > Saint-Laurent-du-Pont | 191     | Grega Bole           | Alberto Contador    |
| 2ª     | 8 giugno  | Annonay > Bourg-Saint-Andéol            | 177     | Juan José Haedo      | Alberto Contador    |
| 3ª     | 9 giugno  | Monteux > Sorgues (cron. individuale)   | 49      | Janez Brajkovič      | Janez Brajkovič     |
| 4ª     | 10 giugno | Saint-Paul-Trois-Châteaux > Risoul      | 210     | Nicolas Vogondy      | Janez Brajkovič     |
| 5ª     | 11 giugno | Serre-Chevalier > Grenoble              | 143,5   | Daniel Navarro       | Janez Brajkovič     |
| 6ª     | 12 giugno | Crolles > Alpe d'Huez                   | 151,5   | Alberto Contador     | Janez Brajkovič     |
| 7ª     | 13 giugno | Allevard > Sallanches                   | 148     | Edvald Boasson Hagen | Janez Brajkovič     |
| Totale | Totale    | Totale                                  | 1 076,8 |                      |                     |

## Squadre e corridori partecipanti
Parteciparono alla competizione ventidue squadre, le diciotto con licenza UCI ProTour più quattro formazioni Professional Continental invitate, il Cervélo TestTeam, la Cofidis, la Bbox Bouygues Telecom e la Saur-Sojasun.
| N.      | Cod. | Squadra            |
| ------- | ---- | ------------------ |
| 1-8     | GCE  | Caisse d'Epargne   |
| 11-18   | AST  | Astana             |
| 21-28   | RAB  | Rabobank           |
| 31-38   | KAT  | Team Katusha       |
| 41-48   | OLO  | Omega Pharma-Lotto |
| 51-58   | THR  | Team HTC-Columbia  |
| 61-68   | SAX  | Team Saxo Bank     |
| 71-78   | CTT  | Cervélo TestTeam   |
| 81-88   | LIQ  | Liquigas-Doimo     |
| 91-98   | GRM  | Garmin-Transitions |
| 101-108 | ALM  | AG2R La Mondiale   |

| N.      | Cod. | Squadra                     |
| ------- | ---- | --------------------------- |
| 111-118 | FDJ  | Française des Jeux          |
| 121-128 | RSH  | Team RadioShack             |
| 131-138 | QST  | Quick Step                  |
| 141-148 | SKY  | Team Sky                    |
| 151-158 | COF  | Cofidis, le Crédit en Ligne |
| 161-168 | MRM  | Team Milram                 |
| 171-178 | LAM  | Lampre-Farnese Vini         |
| 181-188 | EUS  | Euskaltel-Euskadi           |
| 191-198 | BTL  | Bbox Bouygues Telecom       |
| 201-208 | FOT  | Footon-Servetto             |
| 211-218 | SAU  | Saur-Sojasun                |

## Dettagli delle tappe

### Prologo
- 6 giugno: Évian-les-Bains – Cronometro individuale – 6,8 km

Risultati
| Pos. | Corridore          | Squadra      | Tempo |
| ---- | ------------------ | ------------ | ----- |
| 1    | Alberto Contador   | Astana       | 8'34" |
| 2    | Tejay van Garderen | HTC-Columbia | a 2"  |
| 3    | Janez Brajkovič    | RadioShack   | a 5"  |

| Pos. | Corridore          | Squadra      | Tempo |
| ---- | ------------------ | ------------ | ----- |
| 1    | Alberto Contador   | Astana       | 8'34" |
| 2    | Tejay van Garderen | HTC-Columbia | a 2"  |
| 3    | Janez Brajkovič    | RadioShack   | a 5"  |

### 1ª tappa
- 7 giugno: Évian-les-Bains > Saint-Laurent-du-Pont – 191 km

Risultati
| Pos. | Corridore      | Squadra      | Tempo    |
| ---- | -------------- | ------------ | -------- |
| 1    | Grega Bole     | Lampre       | 4h47'24" |
| 2    | Peter Velits   | HTC-Columbia | s.t.     |
| 3    | Geraint Thomas | Team Sky     | s.t.     |

| Pos. | Corridore          | Squadra      | Tempo    |
| ---- | ------------------ | ------------ | -------- |
| 1    | Alberto Contador   | Astana       | 4h55'58" |
| 2    | Tejay van Garderen | HTC-Columbia | a 2"     |
| 3    | Janez Brajkovič    | RadioShack   | a 5"     |

### 2ª tappa
- 8 giugno: Annonay > Bourg-Saint-Andéol – 177 km

Risultati
| Pos. | Corridore       | Squadra   | Tempo    |
| ---- | --------------- | --------- | -------- |
| 1    | Juan José Haedo | Saxo Bank | 4h24'10" |
| 2    | Martin Reimer   | Cervélo   | s.t.     |
| 3    | Grega Bole      | Lampre    | s.t.     |

| Pos. | Corridore          | Squadra      | Tempo    |
| ---- | ------------------ | ------------ | -------- |
| 1    | Alberto Contador   | Astana       | 9h20'08" |
| 2    | Tejay van Garderen | HTC-Columbia | a 2"     |
| 3    | Janez Brajkovič    | RadioShack   | a 5"     |

### 3ª tappa
- 9 giugno: Monteux > Sorgues – Cronometro individuale – 49 km

Risultati
| Pos. | Corridore            | Squadra    | Tempo    |
| ---- | -------------------- | ---------- | -------- |
| 1    | Janez Brajkovič      | RadioShack | 1h01'51" |
| 2    | David Millar         | Garmin     | a 26"    |
| 3    | Edvald Boasson Hagen | Team Sky   | a 43"    |

| Pos. | Corridore          | Squadra      | Tempo     |
| ---- | ------------------ | ------------ | --------- |
| 1    | Janez Brajkovič    | RadioShack   | 10h22'04" |
| 2    | David Millar       | Garmin       | a 36"     |
| 3    | Tejay van Garderen | HTC-Columbia | a 50"     |

### 4ª tappa
- 10 giugno: Saint-Paul-Trois-Châteaux > Risoul – 210 km

Risultati
| Pos. | Corridore       | Squadra       | Tempo    |
| ---- | --------------- | ------------- | -------- |
| 1    | Nicolas Vogondy | Bouygues Tel. | 6h03'25" |
| 2    | Romain Sicard   | Euskaltel     | a 12"    |
| 3    | Janez Brajkovič | RadioShack    | a 15"    |

| Pos. | Corridore          | Squadra      | Tempo     |
| ---- | ------------------ | ------------ | --------- |
| 1    | Janez Brajkovič    | RadioShack   | 16h25'44" |
| 2    | Tejay van Garderen | HTC-Columbia | a 1'15"   |
| 3    | Alberto Contador   | Astana       | a 1'41"   |

### 5ª tappa
- 11 giugno: Serre-Chevalier > Grenoble – 143,5 km

Risultati
| Pos. | Corridore      | Squadra     | Tempo    |
| ---- | -------------- | ----------- | -------- |
| 1    | Daniel Navarro | Astana      | 3h26'16" |
| 2    | Eros Capecchi  | Footon      | a 34"    |
| 3    | Thibaut Pinot  | F. des Jeux | s.t.     |

| Pos. | Corridore          | Squadra      | Tempo     |
| ---- | ------------------ | ------------ | --------- |
| 1    | Janez Brajkovič    | RadioShack   | 19h55'04" |
| 2    | Tejay van Garderen | HTC-Columbia | a 1'15"   |
| 3    | Alberto Contador   | Astana       | a 1'41"   |

### 6ª tappa
- 12 giugno: Crolles > Alpe d'Huez – 151,5 km

Risultati
| Pos. | Corridore        | Squadra    | Tempo    |
| ---- | ---------------- | ---------- | -------- |
| 1    | Alberto Contador | Astana     | 4h31'01" |
| 2    | Janez Brajkovič  | RadioShack | s.t.     |
| 3    | Sylwester Szmyd  | Liquigas   | a 17"    |

| Pos. | Corridore          | Squadra      | Tempo     |
| ---- | ------------------ | ------------ | --------- |
| 1    | Janez Brajkovič    | RadioShack   | 24h26'05" |
| 2    | Alberto Contador   | Astana       | a 1'41"   |
| 3    | Tejay van Garderen | HTC-Columbia | a 2'41"   |

### 7ª tappa
- 13 giugno: Allevard > Sallanches – 148 km

Risultati
| Pos. | Corridore            | Squadra  | Tempo    |
| ---- | -------------------- | -------- | -------- |
| 1    | Edvald Boasson Hagen | Team Sky | 3h39'43" |
| 2    | Arkaitz Durán        | Footon   | a 27"    |
| 3    | Egor Silin           | Katusha  | a 32"    |

| Pos. | Corridore          | Squadra      | Tempo     |
| ---- | ------------------ | ------------ | --------- |
| 1    | Janez Brajkovič    | RadioShack   | 28h06'28" |
| 2    | Alberto Contador   | Astana       | a 1'41"   |
| 3    | Tejay van Garderen | HTC-Columbia | a 2'41"   |

## Evoluzione delle classifiche
| Tappa              | Vincitore            | Classifica generale Maglia gialla | Classifica a punti Maglia verde | Classifica scalatori Maglia rossa a pois | Classifica a squadre |
| ------------------ | -------------------- | --------------------------------- | ------------------------------- | ---------------------------------------- | -------------------- |
| Prol.              | Alberto Contador     | Alberto Contador                  | Alberto Contador                | Alberto Contador                         | Team HTC-Columbia    |
| 1ª                 | Grega Bole           | Alberto Contador                  | Geraint Thomas                  | Matthieu Ladagnous                       | Quick Step           |
| 2ª                 | Juan José Haedo      | Alberto Contador                  | Grega Bole                      | Bram Tankink                             | Quick Step           |
| 3ª                 | Janez Brajkovič      | Janez Brajkovič                   | Geraint Thomas                  | Bram Tankink                             | Team HTC-Columbia    |
| 4ª                 | Nicolas Vogondy      | Janez Brajkovič                   | Janez Brajkovič                 | Bram Tankink                             | Team Katusha         |
| 5ª                 | Daniel Navarro       | Janez Brajkovič                   | Geraint Thomas                  | Eros Capecchi                            | Astana               |
| 6ª                 | Alberto Contador     | Janez Brajkovič                   | Janez Brajkovič                 | Egoi Martínez                            | Euskaltel-Euskadi    |
| 7ª                 | Edvald Boasson Hagen | Janez Brajkovič                   | Alberto Contador                | Egoi Martínez                            | Euskaltel-Euskadi    |
| Classifiche finali | Classifiche finali   | Janez Brajkovič                   | Alberto Contador                | Egoi Martínez                            | Euskaltel-Euskadi    |

## Classifiche finali

### Classifica generale - Maglia gialla
| Pos. | Corridore             | Squadra       | Tempo     |
| ---- | --------------------- | ------------- | --------- |
| 1    | Janez Brajkovič       | RadioShack    | 28h06'28" |
| 2    | Alberto Contador      | Astana        | a 1'41"   |
| 3    | Tejay van Garderen    | HTC-Columbia  | a 2'41"   |
| 4    | Jurgen Van Den Broeck | Omega Pharma  | a 3'46"   |
| 5    | Jérôme Coppel         | Saur-Sojasun  | a 4'17"   |
| 6    | Nicolas Vogondy       | Bouygues Tel. | a 4'23"   |
| 7    | Christophe Riblon     | AG2R La Mon.  | a 4'23"   |
| 8    | Pierre Rolland        | Bouygues Tel. | a 6'16"   |
| 9    | Chris Horner          | RadioShack    | a 6'20"   |
| 10   | Sylwester Szmyd       | Liquigas      | a 6'57"   |

### Classifica a punti - Maglia verde
| Pos. | Corridore          | Squadra      | Punti |
| ---- | ------------------ | ------------ | ----- |
| 1    | Alberto Contador   | Astana       | 98    |
| 2    | Janez Brajkovič    | RadioShack   | 98    |
| 3    | Tejay van Garderen | HTC-Columbia | 72    |
| 4    | Grega Bole         | Lampre       | 71    |
| 5    | Geraint Thomas     | Team Sky     | 70    |

### Classifica scalatori - Maglia rossa a pois

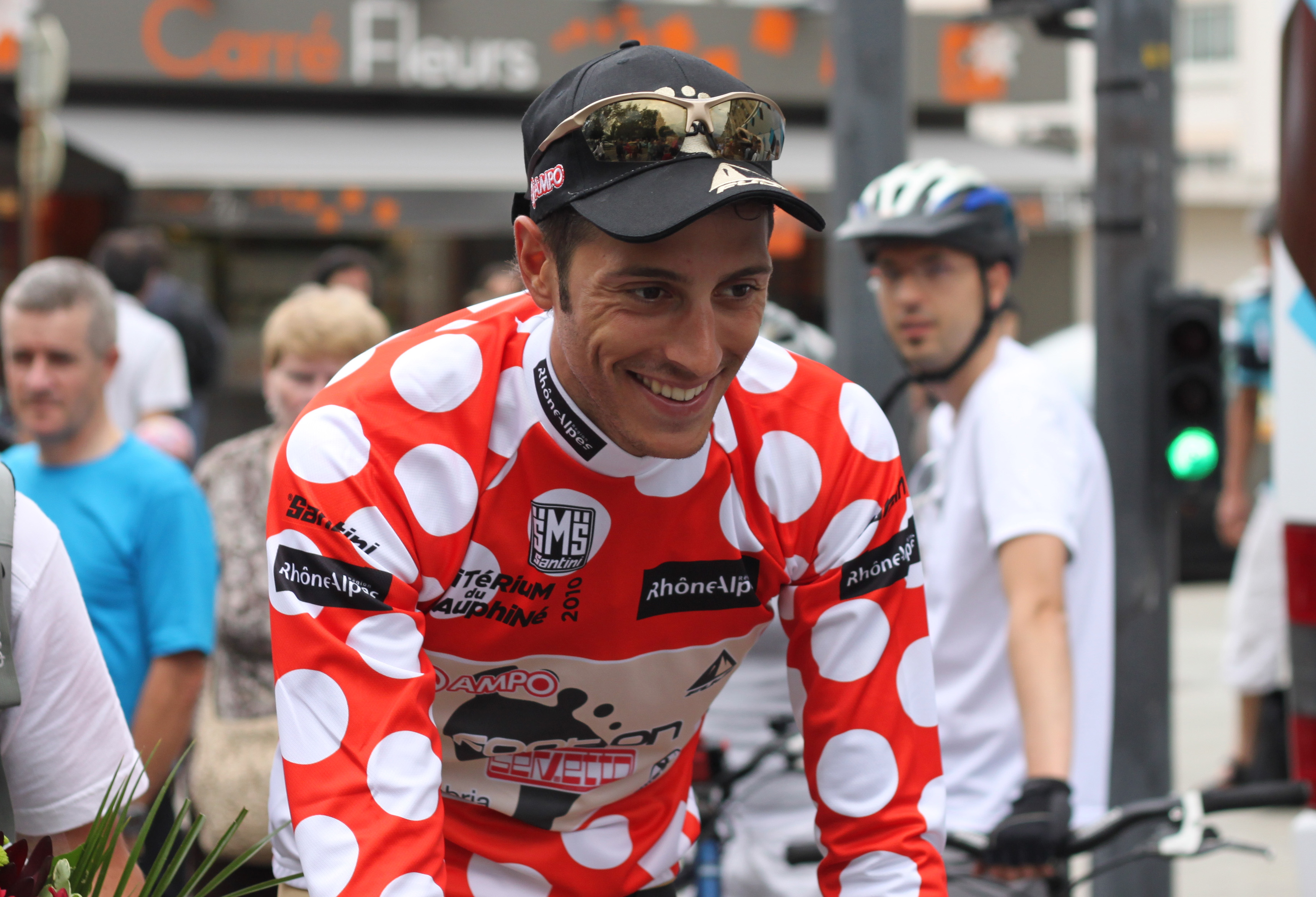
Eros Capecchi in maglia rossa a pois al termine della quinta tappa

| Pos. | Corridore        | Squadra       | Punti |
| ---- | ---------------- | ------------- | ----- |
| 1    | Egoi Martínez    | Euskaltel     | 55    |
| 2    | Janez Brajkovič  | RadioShack    | 33    |
| 3    | Alberto Contador | Astana        | 32    |
| 4    | Cyril Gautier    | Bouygues Tel. | 29    |
| 5    | Thibaut Pinot    | F. des Jeux   | 26    |

### Classifica a squadre
| Pos. | Squadra            | Tempo     |
| ---- | ------------------ | --------- |
| 1    | Euskaltel-Euskadi  | 84h39'25" |
| 2    | Astana             | a 4'03"   |
| 3    | AG2R La Mondiale   | a 4'45"   |
| 4    | Française des Jeux | a 6'46"   |
| 5    | Team Katusha       | a 13'12"  |

## Punteggi UCI
| Pos. | Corridore             | Squadra       | Punti |
| ---- | --------------------- | ------------- | ----- |
| 1    | Janez Brajkovič       | RadioShack    | 114   |
| 2    | Alberto Contador      | Astana        | 93    |
| 3    | Tejay van Garderen    | HTC-Columbia  | 76    |
| 4    | Jurgen Van Den Broeck | Omega Pharma  | 61    |
| 5    | Jérôme Coppel         | Saur-Sojasun  | 51    |
| 6    | Nicolas Vogondy       | Bouygues Tel. | 46    |
| 7    | Christophe Riblon     | AG2R La Mon.  | 31    |
| 8    | Pierre Rolland        | Bouygues Tel. | 20    |
| 9    | Chris Horner          | RadioShack    | 10    |
| 10   | Edvald Boasson Hagen  | Team Sky      | 8     |
| 10   | Grega Bole            | Lampre        | 8     |
| 12   | Juan José Haedo       | Saxo Bank     | 6     |
| 12   | Sylwester Szmyd       | Liquigas      | 6     |
| 12   | Daniel Navarro        | Astana        | 6     |
| 15   | Peter Velits          | HTC-Columbia  | 4     |
| 15   | Romain Sicard         | Euskaltel     | 4     |
| 15   | Arkaitz Durán         | Footon        | 4     |
| 15   | Eros Capecchi         | Footon        | 4     |
| 15   | David Millar          | Garmin        | 4     |
| 15   | Martin Reimer         | Cervélo       | 4     |
| 21   | Geraint Thomas        | Team Sky      | 3     |
| 22   | Thibaut Pinot         | F. des Jeux   | 2     |
| 22   | Egor Silin            | Katusha       | 2     |
| 24   | Rein Taaramäe         | Cofidis       | 1     |
| 24   | Denis Men'šov         | Rabobank      | 1     |
| 24   | Dario Cataldo         | Quick Step    | 1     |
| 24   | Christophe Le Mével   | F. des Jeux   | 1     |
| 24   | Egoi Martínez         | Euskaltel     | 1     |
| 24   | Dimitri Champion      | AG2R La Mon.  | 1     |
| 24   | Steve Chainel         | Bouygues Tel. | 1     |
| 24   | Sébastien Chavanel    | Bouygues Tel. | 1     |
| 24   | Roger Kluge           | Milram        | 1     |

| Pos. | Squadra                     | Punti |
| ---- | --------------------------- | ----- |
| 1    | Team RadioShack             | 124   |
| 2    | Astana                      | 99    |
| 3    | Team HTC-Columbia           | 80    |
| 4    | Bbox Bouygues Telecom       | 68    |
| 5    | Omega Pharma-Lotto          | 61    |
| 6    | Saur-Sojasun                | 51    |
| 7    | AG2R La Mondiale            | 32    |
| 8    | Team Sky                    | 11    |
| 9    | Lampre-Farnese Vini         | 8     |
| 9    | Footon-Servetto             | 8     |
| 11   | Team Saxo Bank              | 6     |
| 11   | Liquigas-Doimo              | 6     |
| 13   | Euskaltel-Euskadi           | 5     |
| 14   | Garmin-Transitions          | 4     |
| 14   | Cervélo TestTeam            | 4     |
| 16   | Française des Jeux          | 3     |
| 17   | Team Katusha                | 2     |
| 18   | Cofidis, le Crédit en Ligne | 1     |
| 18   | Rabobank                    | 1     |
| 18   | Quick Step                  | 1     |
| 18   | Team Milram                 | 1     |

| Pos. | Nazione     | Punti |
| ---- | ----------- | ----- |
| 1    | Francia     | 152   |
| 2    | Slovenia    | 122   |
| 3    | Spagna      | 104   |
| 4    | Stati Uniti | 86    |
| 5    | Belgio      | 61    |
| 6    | Norvegia    | 8     |
| 7    | Regno Unito | 7     |
| 8    | Argentina   | 6     |
| 8    | Polonia     | 6     |
| 8    | Slovacchia  | 6     |
| 11   | Italia      | 5     |
| 11   | Germania    | 5     |
| 13   | Russia      | 3     |
| 14   | Estonia     | 1     |